# Ivan Ljubičić
Ivan Ljubičić (født 19. marts 1979 i Banja Luka, Jugoslavien) er en kroatisk tennisspiller, der blev professionel i 1998. Han har igennem sin karriere (pr. september 2010) vundet ti singletitler, og hans højeste placering på ATP's verdensrangliste er en 3. plads, som han opnåede i maj 2006.

## OL
Ved OL 2000 i Sydney deltog han i herresingle og nåede tredje runde.
Ved OL 2004 i Athen deltog han både i single og i double. I single nåede han igen tredje runde, mens han sammen med Mario Ančić i herredouble nåede til semifinalen, hvor parret tabte til chilenerne Fernando González og Nicolás Massú, der senere vandt finalen over tyskerne Nicolas Kiefer og Rainer Schüttler, mens Ančić og Ljubičić sikrede sig bronzemedaljen ved at besejre inderne Mahesh Bhupathi og Leander Paes.

## Grand Slam
Ljubičić' bedste Grand Slam-resultat i singlerækkerne er indtil videre kommet ved French Open, hvor han i 2006 nåede frem til semifinalen. Her måtte han dog se sig besejret af turneringens senere vinder, Rafael Nadal fra Spanien. Samme år var Ljubičić desuden i kvartfinalen ved Australian Open.

## Eksterne links
- Ivan Ljubičić' hjemmeside
- Ivan Ljubičićs opslag i Munzinger Sportsarchiv (tysk)
- Ivan Ljubičićs profil på Sports-Reference OL-resultater (arkiveret) (engelsk)
- Ivan Ljubičićs profil på Olympedia (engelsk)
- Ivan Ljubičićs profil hos ATP World Tour (engelsk)
- Ivan Ljubičićs profil hos ITF Tennis (engelsk)
- Ivan Ljubičićs profil hos Davis Cup (engelsk)
- Ivan Ljubičićs profil hos ITF Tennis (engelsk)

- Wikimedia Commons har flere filer relateret til Ivan Ljubičić